# Waard (landschap)
Een waard (of weerd) is een oude naam voor een vlak landschap in een rivierengebied. Waarden zijn ontstaan onder invloed van rivieren en geheel of gedeeltelijk omgeven daardoor. De waarden worden tegen deze waterlopen beschermd door rivierdijken. Dit in tegenstelling tot uiterwaarden, die buitendijks aan de rivier liggen.
Streeknamen met "waard" komen sinds de 12e eeuw in het Nederlandse rivierengebied voor. Grote waarden zijn de Alblasserwaard, de Bommelerwaard, de Krimpenerwaard, de Lopikerwaard, de Tielerwaard en de Hoeksche Waard. De Groote of Hollandsche Waard is een niet meer bestaande waard.
Plaatsnamen als Dodewaard, Mariënwaard, Weert, Weerde, Hoge Weerd, Kaiserswerth verwijzen naar een waard of weerd in een rivier. Een stadswaard is een waard gelegen in een stad, zoals de Ooyse Schependom bij Nijmegen en de Kleine Willemswaard bij Tiel.
De Heerhugowaard (1635) en de Wieringerwaard (1610) zijn twee polders in Noord-Holland. De Heerhugowaard was oorspronkelijk land en later een zeearm (1248) en later meer (1250) "de Waert". De Wieringerwaard was ook oorspronkelijk land dat vanwege overstromingen deel werd van de Zuiderzee als een waddengebied.  In deze betekenis zou de waard een vlak landschap zijn die aan onderstroming door de zee onderhevig is. Dijken kunnen dat land beschermen tegen overstromingen maar behouden hun naam als waard na de bedijking.

## Plaatsnamen (gemeenten of plaatsen)
| Land      | Provincie of deelstaat | Gemeente       | Plaatsnaam       | Type plaats                   |
| --------- | ---------------------- | -------------- | ---------------- | ----------------------------- |
| België    | Antwerpen              | Bornem         | Weert            | deelgemeente                  |
| België    | Limburg                | Bilzen         | Weert            | gehucht                       |
| België    | Limburg                | Lanaken        | Oude Weerd       | natuurgebied                  |
| België    | Vlaams-Brabant         | Oud-Heverlee   | Sint-Joris-Weert | deelgemeente                  |
| België    | Vlaams-Brabant         | Zemst          | Weerde           | deelgemeente                  |
| Duitsland | Noordrijn-Westfalen    | Emmerik        | Emmericher Ward  | natuurgebied                  |
| Duitsland | Noordrijn-Westfalen    | Emmerik        | Dornicksche Ward | natuurgebied                  |
| Duitsland | Noordrijn-Westfalen    | Kalkar         | Bylerward        | ortsteil en polder            |
| Duitsland | Noordrijn-Westfalen    | Kalkar         | Wisselward       | ortsteil en polder            |
| Duitsland | Noordrijn-Westfalen    | Rees           | Reeserward       | gehucht                       |
| Duitsland | Noordrijn-Westfalen    | Xanten         | Wardt            | ortsteil                      |
| Nederland | Drenthe                | Meppel         | De Weert         | molen                         |
| Nederland | Gelderland             | Epe            | Hoge Weerd       | woonwijk                      |
| Nederland | Gelderland             | Neder-Betuwe   | Dodewaard        | dorp en voormalige gemeente   |
| Nederland | Gelderland             | Lingewaard     | Lingewaard       | gemeente (geen plaats)        |
| Nederland | Limburg                | Echt-Susteren  | Visserweert      | gehucht                       |
| Nederland | Limburg                | Maasgouw       | Stevensweert     | voormalige vestingstad        |
| Nederland | Limburg                | Maastricht     | Kleine Weerd     | natuurgebied                  |
| Nederland | Limburg                | Maastricht     | Mariënwaard      | straat en buurtschap          |
| Nederland | Limburg                | Meerssen       | Weert            | gehucht                       |
| Nederland | Limburg                | Nederweert     | Nederweert       | plaats en gemeente            |
| Nederland | Limburg                | Roermond       | De Weerd         | natuurgebied                  |
| Nederland | Limburg                | Venlo          | De Weerd         | eilandje                      |
| Nederland | Limburg                | Venlo          | Barbara's Weerd  | verwoest klooster             |
| Nederland | Limburg                | Weert          | Weert            | stad en gemeente              |
| Nederland | Noord-Brabant          | Valkenswaard   | Valkenswaard     | plaats en gemeente            |
| Nederland | Noord-Holland          | Dijk en Waard  | Heerhugowaard    | plaats en voormalige gemeente |
| Nederland | Utrecht                | Lopik          | Lopikerwaard     | verzameling polders           |
| Nederland | Utrecht                | Utrecht        | Bemuurde Weerd   | straatnaam                    |
| Nederland | Utrecht                | Utrecht        | Nieuwe Weerd     | vroeger gerecht               |
| Nederland | Zuid-Holland           | Albrandswaard  | Albrandswaard    | gemeente (geen plaats)        |
| Nederland | Zuid-Holland           | Hoeksche Waard | Hoeksche Waard   | eiland en gemeente            |
| Nederland | Zuid-Holland           | Krimpenerwaard | Krimpenerwaard   | gemeente (geen plaats)        |
| Nederland | Zuid-Holland           | Nissewaard     | Nissewaard       | gemeente (geen plaats)        |

## Benamingen in andere talen
- Duits: Werder, zie op de Duitstalige  Wikipedia onder  : Werder (Landschaft)
  - Op de Stadtwerder, Stadswaard, te Bremen, voetbalden op de weide enige tienerjongens voor het eerst in 1899. Dit leidde tot de oprichting van de bekende voetbalclub Werder Bremen.
- Engels: ait  van Oudengels iggath, eilandje
- Pools: Żuławy